# 舍弗利斯多夫
舍弗利斯多夫（德語：Schöfflisdorf）是瑞士联邦苏黎世州迪尔斯多夫区的市镇。该市镇面积为4.01平方千米，海拔高度471米，2018年12月31日人口数为1,376。

## 外部連結
- 舍弗利斯多夫官方网站 （页面存档备份，存于） （德文）